# Dima zbuzeki
Dima zbuzeki (лат.) — вид жуков-щелкунов (Elateridae) из подсемейства Dendrometrinae.

## Распространение
Встречается в Южной Европе: Греция.

## Описание
Взрослый жук имеет длину от 9 до 11,5 мм и ширину около 4 мм. Основная окраска тела коричневая, ноги красновато-коричневые, опушение желтоватое.
Видовое название дано в честь Mr. Bořivoj Zbuzek (Прага, Чехия), который собрал часть типовой серии нового вида.